# Gilla mig
Gilla mig (norska: Lik meg) är en norsk ungdoms- och dramaserie som hade premiär på NRK den 15 september 2018. Seriens sjunde säsong hade premiär den 14 december 2023.

## Handling
Serien handlar om vänskap och utanförskap och vad somliga är villiga att göra för att bli populära.

## Rollista (i urval)
- Jenny Evensen - Oda
- Mathias Bram - Lukas
- Ebba Lindgren - Sofie
- Abdullah Ouro Agouda - Samuel
- Ole Didrik Laake - Erik
- Elias Demoniere - Noah
- Sana Omar - Arin